# 湯唯
湯 唯（タン・ウェイ、Tang Wei、1979年10月7日 - ）は、中国浙江省楽清市出身の女優・歌手である。香港の市民権を獲得している。

## 略歴
2000年に中央戯劇学院監督科に入学、2004年に同校を卒業。同年ミスワールド北京大会で5位。
何本かのテレビドラマや舞台などに出演した後、アン・リー監督の映画『ラスト、コーション』（2007年公開）のオーディションで約1万人の中から主演に選ばれ、政府高官の命を狙う女スパイ役で出演、過激な性描写（アメリカではNC-17に指定、中国やシンガポールでは性愛シーンが大幅にカットされた）に挑んだことで大きな話題となり、一躍注目の存在となった。台湾版アカデミー賞である第44回台湾金馬奨で最優秀新人賞を獲得。
2008年3月、湯唯が出演するテレビCMなどが国家放送映画テレビ総局の指示で放映禁止になったと噂された。理由は明確にされていないが、『ラスト、コーション』で演じたヒロインが戦時中日本の協力者と見なされた漢奸を愛するようになる役柄であることや前述の性描写の件もあり、漢奸を美化し「愛国烈士」を侮辱する象徴として中国国内のインターネット上では批判されていた。
同年香港行政府が定める「優秀人材入境計画」により香港の市民権を獲得。2011年公開の中国映画『赤い星の生まれ』で毛沢東の初恋の相手・陶毅を演じたが、出演シーンを全てカットされた。しかし同年には中華圏向けマックスファクターのSK-IIのCMに起用されるとともにピーター・チャン監督の香港中国合作映画『捜査官X』においてドニー・イェンの妻アユー役で出演している。
その後、再び中国映画界に回帰し、2013年のラブコメディ『北京ロマンinシアトル（めぐり逢いの予感）』が中国大陸で5億元を超えるヒット。続く主演作品として2014年に公開されたアン・ホイ監督の『黄金時代』が第34回香港電影金像奨で作品賞を受賞。タン・ウェイ自身も2015年度の香港電影導演會年度頒獎禮や第2回英國倫敦國際華語電影節において主演女優賞を獲得している。
2015年にはクリス・ヘムズワースの恋人役として出演したマイケル・マン監督の『ブラックハット』でハリウッドに進出。また私生活では、『レイトオータム』の撮影を通じて出会った韓国のキム・テヨン監督と2014年7月12日スウェーデン・フォーレ島のベルイマン・ハウスで結婚式を挙げ、2016年には第一子女児を出産した。
2019年には『大明皇妃 -Empress of the Ming-』で12年ぶりにテレビドラマに出演した。
2022年の韓国映画『別れる決心』で青龍映画賞の主演女優賞を受賞。

## 出演作品

### 映画
- ラスト、コーション 色，戒 Lust Caution （2007） 第64回ヴェネツィア国際映画祭グランプリほか7部門受賞
- 月滿軒尼詩 Crossing Hennessy （2010）　※日本未公開
- レイトオータム 만추 晩秋 Late Autumn （2010）
- スピード・エンジェルス 極速天使 Speed Angels （2011）
- 捜査官X 武侠 Dragon （2011）
- 北京ロマンinシアトル 北京遇上西雅圖 Finding Mr. Right　(2013） 2013東京／沖縄・中国映画週間で上映。『めぐり逢いの予感』の邦題でNetflixで配信。
- 黄金時代 黃金時代 The Golden Era （2014） 2014年第27回東京国際映画祭で上映
- ブラックハット  Blackhat  （2015）
- モンスター・ハント 捉妖記 Monster Hunt （2015）
- 命中注定 Office（2015）　※日本未公開
- 三城記 三城記 A Tale of Three Cities （2015）
- 香港、華麗なるオフィス・ライフ 華麗上班族 Office （2015）
- 本がつなげる恋物語 北京遇上西雅圖之不二情書 Book of love （2016）
- ロングデイズ・ジャーニー この夜の涯てへ 地球最后的夜晩 Long Day's Journey Into Night （2018）
- 別れる決心 헤어질 결심 （2022）
- ワンダーランド あなたに逢いたくて 원더랜드 （2024） 日本ではNetflix配信

### TVドラマ
- 中國女足（1998）
- 警花燕子（2004）
- 紅旗渠的児女們（2004）
- 兄弟如手足（2005）
- 後海前街（2005）
- 情牽那拉提（2005）
- 生于六十年代（2006）
- 女人不哭（2007）
- 大明皇妃 -Empress of the Ming- 大明風華（2019）

### ミュージックビデオ
- IU「Shh..」(2024)